# Ятед Неэман
Ятед Неэман или Ятед Нееман (ивр. יתד נאמן‎) — ежедневная израильская газета ультраортодоксального сектора (одна из четырёх подобных газет в Израиле), печатный орган литваков и их партии Дегель ха-Тора. Выходит с 1985 года.
Согласно опросу 2016 года, она являлась самой распространённой газетой общины, её читают 24,1 % ультраортодоксального населения Израиля.
До 1980-х годов единственной газетой ультраортодоксальной общины являлась Ха-Модиа. В 1985 Ятед Неэман стал первой газетой, нарушившей его монополию. Она является старейшей газетой литвацкого течения. Позже от неё отделилась газета «Ха-Пелес», представляющая интересы иерусалимского течения литваков.
По состоянию на 2016 год главный редактор — Исраэль Фридман.